# Hedd Wyn

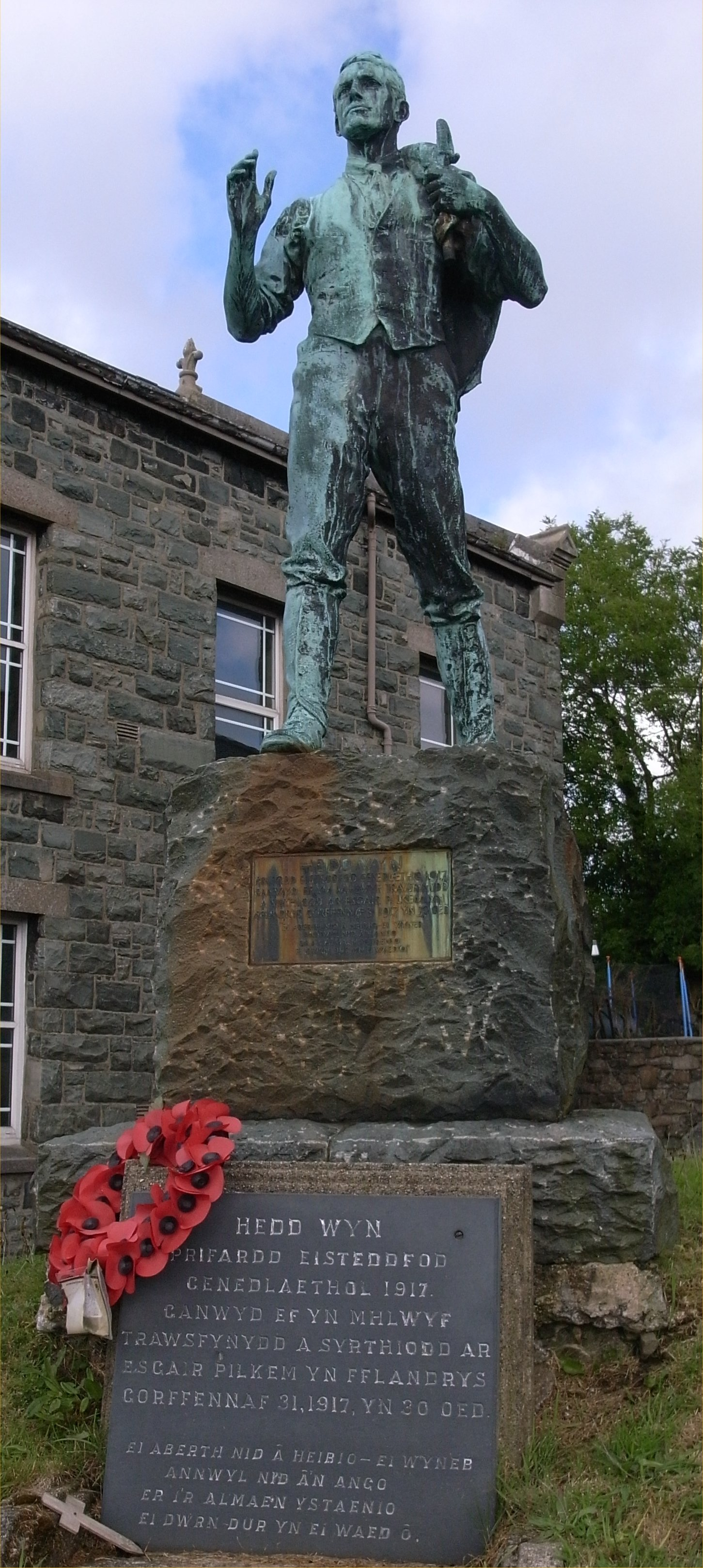
Statue von Hedd Wyn in Trawsfynydd, Gwynedd, Wales

Hedd Wyn (* 13. Januar 1887 in Trawsfynydd, Meirionnydd (Merionethshire), Wales; † 31. Juli 1917 in Hagenbos bei Ypern, Belgien) war ein walisischer Bauer und kymrischsprachiger Dichter in der Zeit des Ersten Weltkriegs. Hedd Wyn, mit bürgerlichem Namen Ellis Humphrey Evans, wurde unter seinem Bardennamen bekannt, der in kymrischer Sprache „weißer Frieden“ bedeutet.

## Leben und Werk
Hedd Wyn, das älteste von elf Kindern von Evan und Mary Evans, verbrachte den Großteil seines Lebens auf dem Bergbauernhof Yr Ysgwrn ein paar Meilen östlich von Trawsfynydd. Hedd Wyn, der mit vierzehn die Schule verließ, schrieb seit seinem elften Lebensjahr Gedichte in kymrischer Sprache. Sein Talent wurde entdeckt und gefördert von Dyfnallt, der später Plaid Cymru, die Partei von Wales, mitbegründete.
Seit seinem 19. Lebensjahr beteiligte sich Hedd Wyn regelmäßig an den Lyrikwettbewerben der Eisteddfodau – 1907 gewann er in Bala mit dem Gedicht Y Dyffryn (Das Tal) seinen ersten Bardenstuhl (cadair). Im Alter von 23 nahm Ellis Evans auf Anregung des Dichters Brifdyr seinen Bardennamen Hedd Wyn an, der an die Morgenstimmung in den Tälern von Meirionnydd erinnern soll, wenn die ersten Sonnenstrahlen den Nebel durchbrechen.
Nach drei weiteren Erfolgen in regionalen Eisteddfodau (1913 in Pwllheli mit der Ode Canoldydd (Der Mittag), 1915 in Pontardawe mit Cyfrinach Duw (Das Geheimnis Gottes) und in Llanuwchllyn mit dem Gedicht Myfi Yw (Ich bin)) beteiligte sich Hedd Wyn 1915 mit der Ode Eryri (Snowdon) erstmals am nationalen Eisteddfod (Eisteddfod Genedlaethol Cymru). Im folgenden Jahr (1916) erreichte er mit der Ode Ystrad Fflur (Strata Florida) über die Ruinen des mittelalterlichen Zisterzienserklosters Strata Florida den zweiten Platz.
Der Krieg und die zunehmenden Verluste der britischen Armee wurden zu einem wichtigen Thema im dichterischen Werk Hedd Wyns – seine Gedichte Plant Trawsfynydd (Die Kinder von Trawsfynydd), Y Blotyn Du (Der schwarze Fleck), Nid â'n ango (Vergesst nicht) und vor allem Rhyfel (Krieg) gehören zu den bekanntesten Gedichten der kymrischen Literatur aus der ersten Hälfte des 20. Jahrhunderts.
Im Herbst 1916 forderten die britischen Behörden, dass mindestens einer der Söhne der Familie Evans Kriegsdienst leisten solle – Ellis Evans meldete sich, um seinen jüngeren Bruder Bob zu schonen. Ab Februar 1917 erhielt er in Litherland in der Nähe von Liverpool eine militärische Grundausbildung. Vor der Entsendung an die Front in Flandern erhielt Hedd Wyn im Frühjahr 1916 noch einmal sieben Wochen Sonderurlaub, um beim Pflügen zu helfen – in dieser Zeit begann er die Arbeit an seinem Beitrag für den nationalen Eisteddfod 1917.
Im Juni 1917 wurde Hedd Wyn mit seiner Einheit – dem 15. Bataillon der Royal Welch Fusiliers an die Front bei Fléchin verlegt. Dort vollendete er sein Gedicht Yr Arwr (Der Held), das er nach Auseinandersetzungen mit der Militärzensur am 15. Juli 1917 unter dem Pseudonym „Fleur de lis“ an den Eisteddfod im englischen Birkenhead sandte.
Am folgenden Tag wurde die Einheit verlegt, um an der – insbesondere für die britischen Truppen enorm blutigen und verlustreichen – Dritten Flandernschlacht (Dritte Ypernschlacht, englisch: Battle of Passchendaele) teilzunehmen. Die Royal Welch Fusiliers wurden an vorderster Front eingesetzt und begannen in den frühen Morgenstunden des 31. Juli 1917 mit dem Angriff auf Pilkem und Hagebos (bei Langemark). Hedd Wyn wurde von dem sofort einsetzenden deutschen Artilleriebeschuss schwer verwundet und verstarb noch am selben Tag gegen 11 Uhr.
Am 6. September 1917 wurde auf dem Eisteddfod in Birkenhead der Bardenstuhl in Anwesenheit des kymrischsprachigen britischen Premierministers David Lloyd George an „Fleur de lis“ verliehen – zur Überraschung der Anwesenden erhob sich niemand, um den Bardenstuhl einzunehmen. Als bekannt wurde, dass Hedd Wyn sechs Wochen zuvor gefallen war, wurde der Bardenstuhl in schwarzes Tuch gehüllt und in einer Prozession mit Pferd und Wagen nach Yr Ysgwrn gebracht, das in den folgenden Jahrzehnten zum Pilgerziel für kymrischsprachige Waliser wurde.

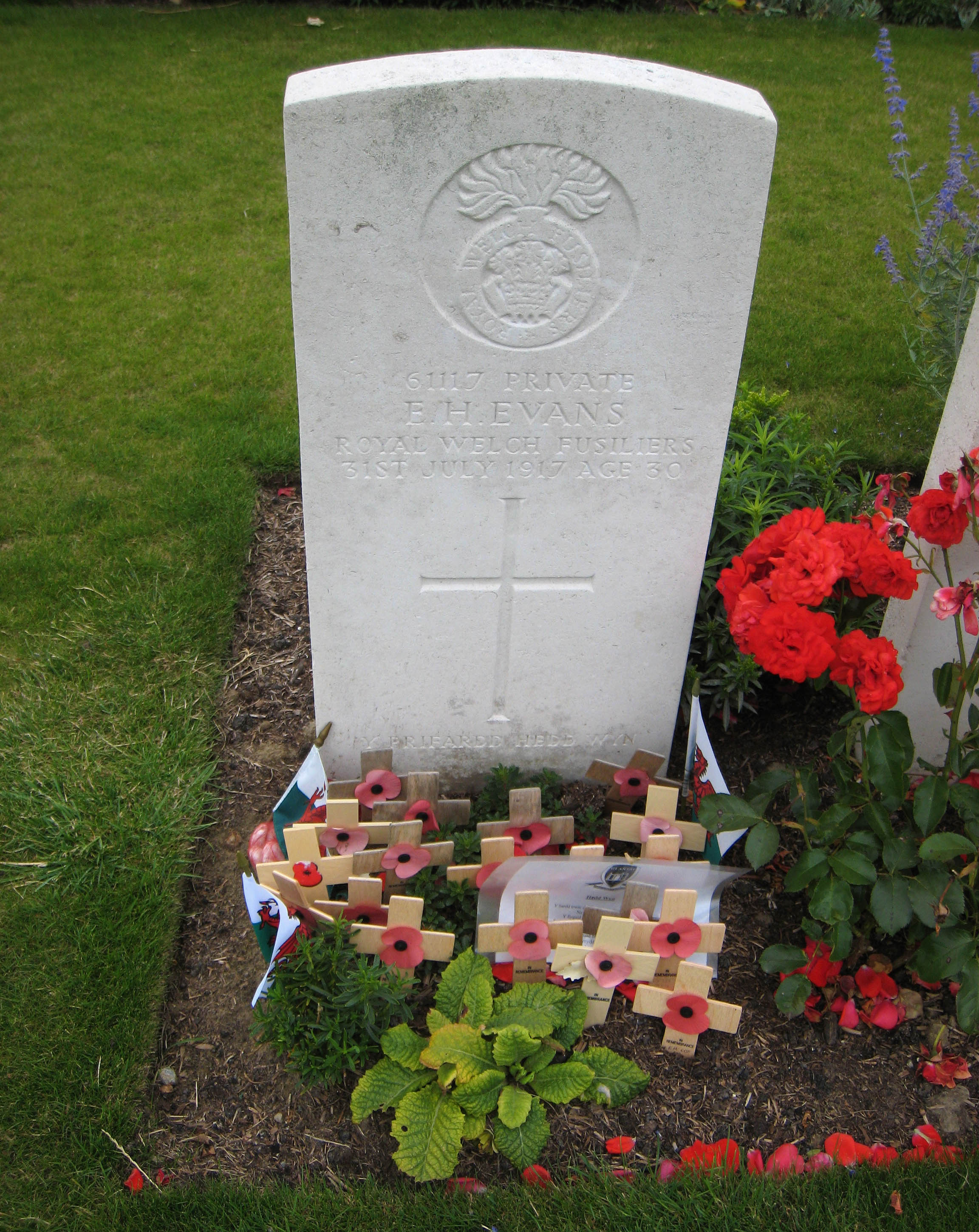
Hedd Wyns Grab

Hedd Wyn wurde auf dem Soldatenfriedhof Artillery Wood bei Boezinge beigesetzt (Feld II, Reihe F, Grab 11) – auf Wunsch seines Vaters trägt der Grabstein das Epitaph Y Prifardd Hedd Wyn (Der Hauptbarde Hedd Wyn).

## Rezeption
Die gesammelten Werke Hedd Wyns wurden 1918 unter dem Titel Cerddi'r Bugail (Die Gedichte des Schäfers) veröffentlicht (Neuauflagen 1931 und 1994). 1923 wurde ein Denkmal in seinem Heimatort Trawsfynydd errichtet, in Trawsfynydd, Langemark und Ypern erinnern mehrere Gedenksteine an sein Leben und Werk.
1992 wurde das Leben von Hedd Wyn im Auftrag des kymrischsprachigen Fernsehsenders Sianel Pedwar Cymru (S4C) von Paul Turner unter dem Namen Hedd Wyn verfilmt. Die Erstausstrahlung erfolgte aus Anlass des zehnjährigen Jubiläums des Sendebeginns von S4C am 1. November 1992. Hedd Wyn ist einer der bedeutendsten Filme in kymrischer Sprache und wurde 1992 als erster walisischer Film überhaupt für den Oscar als bester fremdsprachiger Film nominiert.